# Where Has Everybody Gone?
«Where Has Everybody Gone?» (англ. Куди всі поділися?) — це пісня американського рок-гурту The Pretenders, яка вийшла у серпні 1987 року.

## Про пісню
Ця композиція була одною з двох, які були спеціально написані для фільму «Живі вогні», про таємного агента на ім'я Джеймс Бонд. Пісня досягнула 26-го місця у Billboard Hot Mainstream Rock Tracks.

## Учасники запису
У записі синглу взял участь:
- Кріссі Хайнд — спів, ритм-гітара, губна гармоніка;
- Роббі Макінтош[en] — гітара, беквокал;
- Малкольм Фостер[en] — бас-гітара, беквокал;
- Руперт Блек — клавішні;
- Блер Каннінгем[en] — ударні, перкусія, беквокал.

## Виноски
1. ↑  Інша композиція називається «If There Was Man» (англ. Якби була людина), яку було додано на сторону Б синглу.